# دان بلو
دان بلو (بالإنجليزية: Daniel T. Blue, Jr.)‏ هو محامي وسياسي أمريكي، ولد في 18 أبريل 1949 في مقاطعة روبسون في الولايات المتحدة. حزبياً، نشط في الحزب الديمقراطي. وقد انتخب عضو مجلس ولاية كارولاينا الشمالية وانتخب عضو مجلس نواب كارولينا الشمالية.

## وصلات خارجية
- الموقع الرسمي